# Kevin Weisman
Kevin Weisman (Los Angeles, 29 dicembre 1970) è un attore statunitense.
Ha studiato alla School of Theatre Film and Television (scuola di teatro, film e televisione) alla UCLA e alla Square Theatre di New York. È uno dei membri fondatori del premio critico "Buffalo Nights Theatre Company" fondato alla UCLA nel 1992.

## Carriera
Il suo ruolo fondamentale è quello di Marshall Flinkman nella serie televisiva Alias.
Marshall è un esperto di informatica e tecnologie avanzate.
Durante la prima serie, ingannato dal suo capo, lavora per un'organizzazione terroristica credendo invece di lavorare per la CIA.
In seguito lavorerà realmente per la CIA e per L'APO (organizzazione occulta della CIA) per smascherare diverse organizzazioni terroristiche. Reciterà nella serie dalla prima all'ultima puntata.

## Vita privata
Il 21 maggio 2005 ha sposato Jodi Tanowitz, un'insegnante d'asilo dalla quale ha avuto due figli: Maya Rose (2006) e Eli Samuel (2008).

## Filmografia parziale

### Cinema
- The Rock, regia di Michael Bay (1996)
- Clerks II, regia di Kevin Smith (2006)
- Supercuccioli nello spazio (Space Buddies), regia di Robert Vince (2009)
- Il primo amore non si scorda mai (Flipped), regia di Rob Reiner (2010)
- I corrotti - The Trust (The Trust), regia di Alex Brewer e Benjamin Brewer (2016)

### Televisione
- Frasier – serie TV, episodio 3x05 (1995)
- E.R. - Medici in prima linea (ER) – serie TV, episodio 4x15 (1998)
- JAG - Avvocati in divisa (JAG) – serie TV, episodio 4x19 (1999)
- Roswell – serie TV, 2 episodi (1999-2000)
- Felicity – serie TV, 2 episodi (2000)
- Jarod il camaleonte (The Pretender) – serie TV, episodio 4x17 (2000)
- Buffy l'ammazzavampiri (Buffy the Vampire Slayer) – serie TV, 3 episodi (2000-2001)
- X-Files (The X-Files) – serie TV, episodio 7x21 (2000)
- Alias – serie TV, 155 episodi (2001-2006)
- Streghe (Charmed) – serie TV, episodio 3x18 (2001)
- Ghost Whisperer - Presenze (Ghost Whisperer) – serie TV, episodio 2x04 (2006)
- Moonlight – serie TV, 4 episodi (2007)
- October Road – serie TV, episodio 2x02 (2007)
- Chuck – serie TV, episodio 1x08 (2007)
- CSI: NY – serie TV, episodio 5x09 (2008)
- Numb3rs – serie TV, episodio 5x12 (2009)
- The Forgotten – serie TV, episodio 1x10 (2010)
- Human Target – serie TV, episodio 1x06 (2010)
- CSI: Miami – serie TV, episodio 8x21 (2010)
- Miami Medical – serie TV, episodio 1x10 (2010)
- Fringe – serie TV, episodio 3x06 (2010)
- CSI - Scena del crimine (CSI: Crime Scene Investigation) – serie TV, episodio 11x11 (2011)
- The Glades – serie TV, episodio 2x06 (2011)
- Awake – serie TV, 4 episodi (2012)
- Hello Ladies – serie TV, 9 episodi (2013)
- Better Call Saul – serie TV, episodio 1x04 (2015)
- Kingdom – serie TV, episodio 2x01 (2015)
- The Blacklist – serie TV, 3 episodi (2015-2016)
- Scorpion – serie TV, 13 episodi (2015-2017)
- Heartbeat – serie TV, episodio 1x10 (2016)
- Golia (Goliath) – serie TV, 5 episodi (2016)
- Runaways – serie TV, 33 episodi (2017-2019)
- Suits LA – serie TV, 6 episodi (2025)

## Doppiatori italiani
Nelle versioni in italiano delle opere in cui ha recitato, Kevin Weisman è stato doppiato da:
- Franco Mannella in Alias, Supercuccioli nello spazio, CSI: Miami
- Luigi Ferraro in Clerks II, Goliath
- Corrado Conforti in The Glades, Scorpion
- Mirko Mazzanti in X-Files
- Pasquale Anselmo in E.R. - Medici in prima linea
- Edoardo Nevola in Buffy l'ammazzavampiri
- Fabrizio Mazzotta in Streghe
- Massimiliano Manfredi in Ghost Whisperer - Presenze
- Davide Marzi in CSI: NY
- Stefano Mondini in Moonlight
- Stefano Thermes in Fringe
- Carlo Scipioni in CSI - Scena del crimine
- Sergio Lucchetti in Perception
- Massimo De Ambrosis in Hello Ladies
- Stefano Billi in The Blacklist
- Roberto Gammino in Runaways